# Peter Vermes
Peter Joseph Vermes (Willingboro Township, 21 novembre 1966) è un allenatore di calcio, ex calciatore ed ex giocatore di calcio a 5 statunitense, di ruolo difensore o attaccante.
A partire dal 2020, Vermes è l'allenatore più longevo della MLS e ha vinto quattro importanti trofei come tale.
Come giocatore, Vermes ha trascorso diverse stagioni giocando in Ungheria, Paesi Bassi, prima di affermarsi come difensore nella Major League Soccer, giocando per MetroStars, Colorado Rapids e Kansas City Wizards. Vermes è stato anche un membro regolare della nazionale statunitense per tutti gli anni '90 e ha rappresentato il suo paese ai Giochi della XXIV Olimpiade nel 1988, al Campionato mondiale di calcio 1990 e alla CONCACAF Gold Cup 1991.

## Biografia
Nato a Willingboro, nel New Jersey, è cresciuto a Delran Township, sempre nello stesso stato dove ha iniziato a giocare a calcio già a partire dal liceo presso la Delran High School. I genitori di Vermes sono immigrati negli Stati Uniti dall'Ungheria come rifugiati durante la rivoluzione del 1956. Suo padre, Michael, era un calciatore professionista del Budapest Honvéd FC e dopo essere emigrato gestiva un centro di allenamento di indoor soccer nel New Jersey. Peter ha due fratelli e una sorella.
Peter ha sposato sua moglie Susan, che ha conosciuto al liceo, nel 1990. La coppia ha due figli.
Il 24 agosto 2010 è stato arrestato per guida in stato di ebbrezza dalla polizia di Gardner in Kansas. Ha accettato un anno di libertà vigilata e l'accusa è stata ritirata. L'incidente è stato deriso dai sostenitori della Philadelphia Union durante una partita nel settembre 2010, con i Sons of Ben che cantavano l'intera canzone popolare 99 Bottles of Beer durante la partita della squadra contro il Kansas City.

## Carriera

### Club
In giovane età inizia a giocare a calcio per la Delran High School, al diploma nel 1983 ha già nel suo palmares ben 109 reti, tanto da farlo inserire per The Star-Ledger tra i dieci migliori giocatori di calcio delle High School del New Jersey. Passato al Loyola College in Maryland, e successivamente al Rudgers College dove porta la squadra a livelli nazionali giungendo secondo nella classifica del giocatore dell'anno 1987, il Rutgers vince il suo primo NCAA Tournament in 26 anni di attività.
Alla laurea, le sirene dell'Europa lo portano dapprima in Ungheria al Rába ETO FC nel 1989 e quindi al FC Volendam nel 1990. Rientrato brevemente negli States, si accorda in seguito con l'UE Figueres militante nella seconda divisione spagnola, rimanendovi sino al 1995. Terminata l'avventura iberica, torna in patria per contribuire al lancio della Major League Soccer in cui giocherà fino al ritiro, avvenuto nel 2002.

### Nazionale
In nazionale ha esordito nel 1988 collezionando poi ben 67 presenze ed undici reti, ha partecipato alle qualificazioni dei mondiali 1990 e 1998, al torneo olimpico per i Giochi della XIV Olimpiade, ai mondiali di Italia 1990 ed alla CONCACAF Gold Cup 1991. Come giocatore di movimento, partecipa con la nazionale di calcio a 5 degli Stati Uniti al FIFA Futsal World Championship 1989 concluso dalla selezione statunitense al terzo posto.

### Allenatore

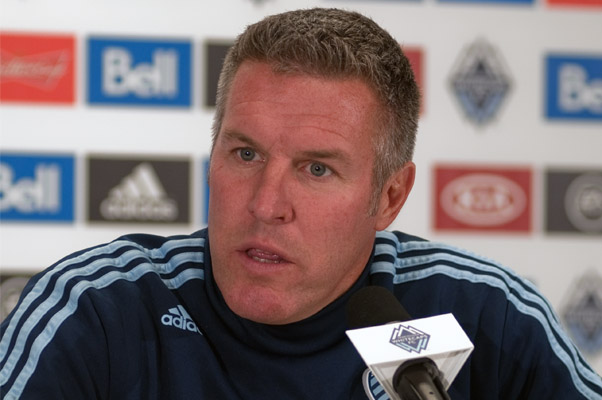
Peter Vermes nel 2011

Il 15 novembre 2006, Vermes è diventato il nuovo direttore tecnico dei Kansas City Wizards. In precedenza, ha lavorato come giornalista televisivo per i San Jose Earthquakes, è stato allenatore tecnico presso il Blue Valley Soccer Club di Overland Park, Kansas, ed è stato assistente allenatore per la nazionale statunitense Under-20.
Il 4 agosto 2009 è stato nominato allenatore ad interim dei Wizards dopo che il precedente allenatore, Curt Onalfo, è stato licenziato. Sotto Vermes la squadra ha avuto alcuni momenti positivi, ma è riuscita a raggiungere solo il 6º posto nella Eastern Conference.
Dal 9 novembre 2009, Vermes è l'allenatore capo della squadra, che dalla fine del 2010 si chiama Sporting Kansas City.

## Statistiche

### Statistiche da allenatore

#### Club
Statistiche aggiornate al 12 maggio 2025.
| Stagione        | Squadra         | Campionato      | Campionato | Campionato | Campionato | Campionato | Coppe nazionali | Coppe nazionali | Coppe nazionali | Coppe nazionali | Coppe nazionali | Coppe continentali | Coppe continentali | Coppe continentali | Coppe continentali | Coppe continentali | Altre coppe | Altre coppe | Altre coppe | Altre coppe | Altre coppe | Totale | Totale | Totale | Totale | % Vittorie | Piazzamento  |
| Stagione        | Squadra         | Comp            | G          | V          | N          | P          | Comp            | G               | V               | N               | P               | Comp               | G                  | V                  | N                  | P                  | Comp        | G           | V           | N           | P           | G      | V      | N      | P      | %          | Piazzamento  |
| --------------- | --------------- | --------------- | ---------- | ---------- | ---------- | ---------- | --------------- | --------------- | --------------- | --------------- | --------------- | ------------------ | ------------------ | ------------------ | ------------------ | ------------------ | ----------- | ----------- | ----------- | ----------- | ----------- | ------ | ------ | ------ | ------ | ---------- | ------------ |
| ago.-ott. 2009  | Sporting K.C.   | MLS             | 12         | 3          | 3          | 6          | USOC            | -               | -               | -               | -               | -                  | -                  | -                  | -                  | -                  | -           | -           | -           | -           | -           | 12     | 3      | 3      | 6      | 25,00      | Interim, 13° |
| 2010            | Sporting K.C.   | MLS             | 30         | 11         | 6          | 13         | -               | -               | -               | -               | -               | -                  | -                  | -                  | -                  | -                  | -           | -           | -           | -           | -           | 30     | 11     | 6      | 13     | 36,67      | 9°           |
| 2011            | Sporting K.C.   | MLS             | 34+3       | 13+2       | 12         | 9+1        | USOC            | 2               | 1               | 0               | 1               | -                  | -                  | -                  | -                  | -                  | -           | -           | -           | -           | -           | 36     | 14     | 12     | 10     | 38,89      | 5°           |
| 2012            | Sporting K.C.   | MLS             | 34+2       | 18+1       | 9          | 7+1        | USOC            | 5               | 5               | 0               | 0               | -                  | -                  | -                  | -                  | -                  | -           | -           | -           | -           | -           | 41     | 24     | 9      | 8      | 58,54      | 2°           |
| 2013            | Sporting K.C.   | MLS             | 34+5       | 17+2       | 7+2        | 10+1       | USOC            | 2               | 1               | 0               | 1               | CCL                | 4                  | 2                  | 2                  | 0                  | -           | -           | -           | -           | -           | 45     | 22     | 11     | 12     | 48,89      | 2°           |
| 2014            | Sporting K.C.   | MLS             | 34+1       | 14         | 7          | 13+1       | USOC            | 2               | 1               | 0               | 1               | CCL+CCL            | 2+4                | 1+2                | 0+1                | 1+1                | -           | -           | -           | -           | -           | 43     | 18     | 8      | 17     | 41,86      | 10°          |
| 2015            | Sporting K.C.   | MLS             | 34+1       | 14         | 9+1        | 11         | USOC            | 5               | 4               | 1               | 0               | -                  | -                  | -                  | -                  | -                  | -           | -           | -           | -           | -           | 40     | 18     | 11     | 11     | 45,00      | 10°          |
| 2016            | Sporting K.C.   | MLS             | 34+1       | 13         | 8          | 13+1       | USOC            | 2               | 1               | 0               | 1               | CCL                | 4                  | 1                  | 1                  | 2                  | -           | -           | -           | -           | -           | 41     | 15     | 9      | 17     | 36,59      | 8°           |
| 2017            | Sporting K.C.   | MLS             | 34+1       | 12         | 13         | 9+1        | USOC            | 5               | 4               | 1               | 0               | -                  | -                  | -                  | -                  | -                  | -           | -           | -           | -           | -           | 40     | 16     | 14     | 10     | 40,00      | 11°          |
| 2018            | Sporting K.C.   | MLS             | 34+4       | 18+1       | 8+2        | 8+1        | USOC            | 3               | 2               | 0               | 1               | -                  | -                  | -                  | -                  | -                  | -           | -           | -           | -           | -           | 41     | 21     | 10     | 10     | 51,22      | 3°           |
| 2019            | Sporting K.C.   | MLS             | 34         | 10         | 8          | 16         | USOC            | 1               | 0               | 0               | 1               | CCL                | 6                  | 3                  | 0                  | 3                  | -           | -           | -           | -           | -           | 41     | 13     | 8      | 20     | 31,71      | 21°          |
| 2020            | Sporting K.C.   | MLS             | 18+2       | 10         | 3+1        | 5+1        | -               | -               | -               | -               | -               | -                  | -                  | -                  | -                  | -                  | MISB        | 5           | 3           | 0           | 2           | 25     | 13     | 4      | 8      | 52,00      | 3°           |
| 2021            | Sporting K.C.   | MLS             | 34+2       | 17+1       | 7          | 10+1       | -               | -               | -               | -               | -               | -                  | -                  | -                  | -                  | -                  | LC          | 1           | 0           | 0           | 1           | 37     | 18     | 7      | 12     | 48,65      | 4°           |
| 2022            | Sporting K.C.   | MLS             | 34         | 11         | 7          | 16         | USOC            | 4               | 3               | 1               | 0               | -                  | -                  | -                  | -                  | -                  | -           | -           | -           | -           | -           | 38     | 14     | 8      | 16     | 36,84      | 22°          |
| 2023            | Sporting K.C.   | MLS             | 34+4       | 12+3       | 8          | 14+1       | USOC            | 2               | 1               | 0               | 1               | -                  | -                  | -                  | -                  | -                  | LC          | 3           | 1           | 1           | 1           | 43     | 17     | 9      | 17     | 39,53      | 15°          |
| 2024            | Sporting K.C.   | MLS             | 34         | 8          | 7          | 19         | USOC            | 5               | 4               | 0               | 1               | -                  | -                  | -                  | -                  | -                  | LC          | 3           | 1           | 0           | 2           | 42     | 13     | 7      | 22     | 30,95      | 27°          |
| feb.-mar. 2025  | Sporting K.C.   | MLS             | 6          | 0          | 1          | 5          | -               | -               | -               | -               | -               | CCC                | 2                  | 0                  | 0                  | 2                  | -           | -           | -           | -           | -           | 8      | 0      | 1      | 7      | &0,00      | Eson         |
| Totale carriera | Totale carriera | Totale carriera | 534        | 211        | 129        | 194        |                 | 38              | 27              | 3               | 8               |                    | 22                 | 9                  | 4                  | 9                  |             | 12          | 5           | 1           | 6           | 606    | 252    | 137    | 217    | 41,58      |              |

## Palmarès

### Calcio

#### Giocatore

##### Club
- MLS Supporters' Shield: 1

Sporting Kansas Wizards: 2000
- Campionato MLS: 1

Sporting Kansas Wizards: 2000

##### Nazionale
- Gold Cup: 1

1991

##### Individuale
- U.S. Soccer Athlete of the Year: 1

1988
- MLS Best XI: 1

2000

#### Allenatore
- U.S. Open Cup: 3

Sporting Kansas City: 2012, 2015, 2017
- Campionato MLS: 1

Sporting Kansas City: 2013